# شهرمان
الشَهْرَمَان أو الّدَهْبَل (بالإنجليزية: Shelduck)‏ هو جنس من الطيور من فصيلة البطية، وهو بط كبير يشبه مظهره العام الإوز.

## وصلات خارجية
- جامعة ميشيغن متحف علم الحيوان (شبكة تنوع الحيوان)